# Sairocarpus
Sairocarpus là chi thực vật có hoa trong họ Plantaginaceae. Được David A. Sutton tạo ra năm 1988 cho các loài với tên gọi thông thường bằng tiếng Anh là snapdragon có ở Bắc Mỹ, trong cố gắng nhằm làm cho chi Antirrhinum trở thành đơn ngành khi chia tách tổ Saerorhinum ra khỏi phần còn lại có ở Cựu thế giới.
Khi chi Antirrhinum được hiểu theo nghĩa rộng thì Sairocarpus tạo thành một phần của tổ Saerorhinum của chi này.

## Phân bố
Các loài trong chi này là bản địa khu vực miền tây Bắc Mỹ, bao gồm Hoa Kỳ (các bang Arizona, California, Idaho, Nevada, Oregon, Utah) và Mexico (các đảo trên Thái Bình Dương thuộc Mexico, tây bắc Mexico).

## Các loài
Danh sách loài dưới đây lấy theo Plants of the World Online và The Plant List:
- Sairocarpus cornutus (Benth.) D.A.Sutton, 1988
- Sairocarpus costatus (Wiggins) D.A.Sutton, 1988
- Sairocarpus coulterianus (Benth.) D.A.Sutton, 1988
- Sairocarpus elmeri (Rothm.) D.A.Sutton, 1988
- Sairocarpus kingii (S.Watson) D.A.Sutton, 1988
- Sairocarpus multiflorus D.A.Sutton, 1988
- Sairocarpus nuttallianus (Benth.) D.A.Sutton, 1988
- Sairocarpus subcordatus (A.Gray) D.A.Sutton, 1988
- Sairocarpus vexillocalyculatus (Kellogg) D.A.Sutton, 1988
- Sairocarpus virga (A.Gray) D.A.Sutton, 1988
- Sairocarpus watsonii (Vasey & Rose) D.A.Sutton, 1988